# Dolenci, Demir Hisar
Dolenci (makedonska: Доленци) är en ort i Nordmakedonien. Den ligger i kommunen Demir Hisar, i den sydvästra delen av landet, 80 kilometer söder om huvudstaden Skopje. Dolenci ligger 710 meter över havet och antalet invånare är 242.